# Tanggul Kulon
Tanggul Kulon is een bestuurslaag in het regentschap Jember van de provincie Oost-Java, Indonesië. Tanggul Kulon telt 12.469 inwoners (volkstelling 2010).